# Nuncjusze apostolscy w Rosji

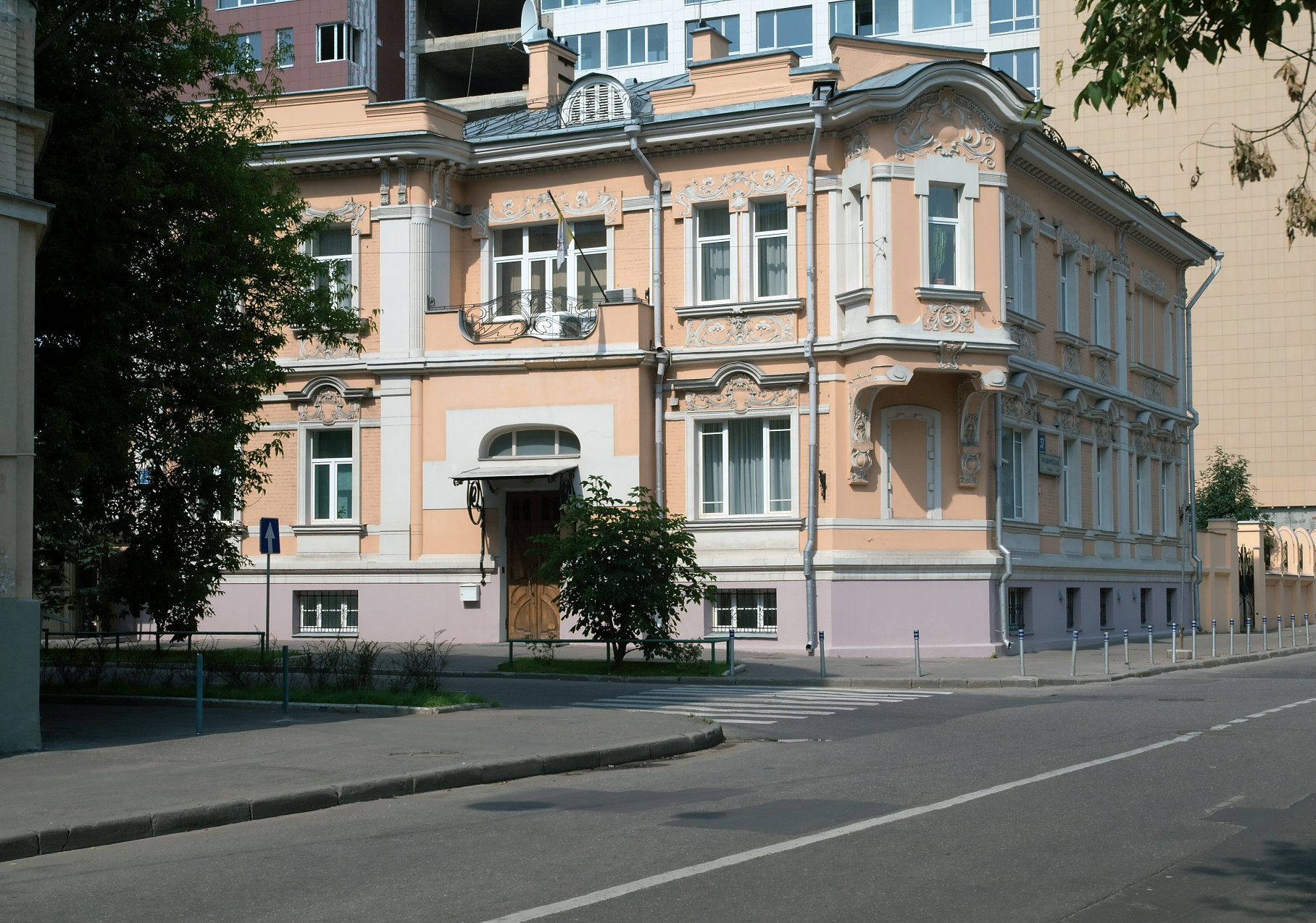
Nuncjatura apostolska w Moskwie

Nuncjusze apostolscy w Rosji – nuncjusze apostolscy w Federacji Rosyjskiej są reprezentantami Stolicy Apostolskiej przy rządzie Rosji. Nuncjatura apostolska mieści się w Moskwie przy Wadkowskij pier. 7/37. Nuncjusze w Rosji bywają akredytowani również w innych krajach Azji Środkowej – obecny nuncjusz jest akredytowany w Uzbekistanie.
Oficjalnie nuncjatura powstała 15 marca 1990 jako przedstawicielstwo w Związku Socjalistycznych Republik Radzieckich. W 1991 po rozpadzie ZSRR przemianowana na nuncjaturę w Federacji Rosyjskiej.

## Nuncjusze apostolscy w Rosji
| lp. | lata              | nuncjusz             | kraj pochodzenia |
| --- | ----------------- | -------------------- | ---------------- |
|     | 1900–1902(?)      | Francesco Tarnassi   | Włochy           |
| 1   | 1990–1994         | Francesco Colasuonno | Włochy           |
| 2   | 1994–2000         | John Bukovsky        | Słowacja         |
| 3   | 2000–2002         | Georg Zur            | Niemcy           |
| 4   | 2002–2010         | Antonio Mennini      | Włochy           |
| 5   | 2011–2016         | Ivan Jurkovič        | Słowenia         |
| 6   | 2016–2020         | Celestino Migliore   | Włochy           |
| 7   | od 1 czerwca 2020 | Giovanni d’Aniello   | Włochy           |

## Źródła zewnętrzne
- Krótka nota na Catholic-Hierarchy (ang.)